# 单瘤酸模
单瘤酸模（学名：Rumex marschallianus）为蓼科酸模属下的一个种。